# 齊奧爾科夫斯基島
70°30′S 3°0′E / 70.500°S 3.000°E
齊奧爾科夫斯基島（英語：Tsiolkovskiy Island），是南極洲的島嶼，位於毛德皇后地的瑪塔公主海岸，處於芬布爾冰架，最高點海拔高度約200米，在1961年由蘇聯探險隊繪入地圖，現時由南極條約體系管理。